# Resolución 112 del Consejo de Seguridad de las Naciones Unidas
La resolución 112 del Consejo de Seguridad de las Naciones Unidas, adoptada por unanimidad el 6 de febrero de 1956, después de examinar la solicitud de Sudán para la membresía en las Naciones Unidas, el Consejo recomendó a la Asamblea General que Sudán fuese admitida.